# 羅島 (巴雷尼群島)
66°31′S 162°38′E / 66.517°S 162.633°E
羅島（Row Island），是南極洲的島嶼，位於揚島東南端附近，屬於巴雷尼群島的一部分，直徑1.9公里，該島嶼現時由南極條約體系管理。